# Goumbeïka
La Goumbeïka (en russe : Гумбейка) est une rivière de Russie longue de 202 km qui traverse l’oblast de Tcheliabinsk. C’est un affluent gauche de l’Oural.
La principale localité arrosée par la rivière est Ferchampenouaz.

## Affluents
Les affluents de la Goumbeïka sont :
- le Souboutak (à 39 km de la confluence),
- la Nijniaïa Solodianka (54 km),
- la Bakhta (59 km),
- la Solodianka (82 km),
- le Kyzyl-Tchilik (119 km),
- la Tchornaïa (171 km),
- la Topkaïa (174 km).